# Savonranta
Savonranta is een voormalige gemeente in het Finse landschap Etelä-Savo. De gemeente had een oppervlakte van 386 km² en telde 1299 inwoners in 2003.
In 2009 ging Savonranta op in de gemeente Savonlinna.